# Pogonosoma cyanogaster
Pogonosoma cyanogaster là một loài ruồi trong họ Asilidae. Pogonosoma cyanogaster được Bezzi miêu tả năm 1916. Loài này phân bố ở miền Ấn Độ - Mã Lai.